# Quatuor Beethoven
Le Quatuor Beethoven est un quatuor à cordes soviétique fondé entre 1922 et 1923 par des étudiants du Conservatoire de Moscou autour de Dmitri Tsiganov. C'est l'un des plus importants quatuors du XXe siècle. Il créa notamment la plupart des œuvres pour cordes de Dmitri Chostakovitch avec lequel les membres de l'ensemble étaient très liés.

## Historique
Le violoniste Dmitri Tsiganov (ru) forme avec son collègue Vassili Chirinsky, l'altiste Vadim Borisovsky et le violoncelliste Sergueï Chirinsky (demi-frère de Vassili), le Quatuor du Conservatoire de Moscou, qui devient en 1931 le Quatuor Beethoven à l'issue des concerts donnés pour le centenaire de la mort du compositeur en 1927 et au cours desquels ils interprètent l'intégrale des quatuors de Beethoven.
À partir de 1938, le quatuor s'engage dans une collaboration étroite avec Chostakovitch en créant, au cours des 35 années suivantes, douze des quinze Quatuors à cordes du compositeur, les derniers quatuors étant d'ailleurs individuellement dédiés aux membres de la formation.
En 1960, Nicolas Zabavnikov prend la place de second violon, et Fiodor Druzhinin celle d'alto. En août 1965, Vassili Chirinsky meurt tragiquement. Chostakovitch décide de lui dédier le 11e quatuor qu'il va composer six mois plus tard et Evguéni Altman lui succède. Le Quatuor Beethoven se dissout en 1990 avec le départ de Oleg Krysa.

## Membres
Premier violon
- Dmitri Tsiganov (1923-1977) sur un violon de Giuseppe Guarneri del Gesù
- Oleg Krysa (1977-1990)

Second violon
- Vassili Chirinsky (1923-1965) sur un violon de Pietro Guarneri
- Nikolaï Zabavnikov (1965-1990)

Alto
- Vadim Borisovsky (1923-1964) sur un alto de Gasparo da Salò
- Fiodor Druzhinin (1964-1987)
- Michael Kugel (1988-1990)

Violoncelle
- Sergueï Chirinsky (1923-1974) sur un violoncelle de Guarneri[1]
- Evguéni Altman (1974-c.1980)
- Valentin Feigin (c.1980-1988)
- Urmas Tammik (1988-1990)

## Discographie sélective
- Aliabiev, Trio et Quintette avec piano - Emil Gilels, piano (1948/1949, Doremi DHR-7755)
- Beethoven, Quatuors op. 18 (1970/1971, 2CD Melodiya MEL CD 10 01347/48)
- Chostakovitch, Intégrale des Quatuors à cordes ; Octuor, op. 11 - avec le Quatuor Komitas (1953/1975, Doremi DHR-7911-5) (OCLC 805645281)
- Chostakovitch, Intégrale des Quatuors à cordes (1965/1971, [p 1996] Praga/Harmonia Mundi PRD250318)
- Taneïev, Quatuor et quintette avec piano - Maria Youdina, piano (1953/1957, « Maria Yudina Edition » Brilliant Classics 8909)